# Personaggi di Kill Bill
La seguente è una lista dei principali personaggi che compaiono nei due capitoli in cui è diviso Kill Bill.

## Squadra Assassina Vipere Mortali

La Squadra Assassina Vipere Mortali. Da sinistra: Elle Driver, Vernita Green, Budd e O-Ren Ishii

La "Squadra Assassina Vipere Mortali" (in originale Deadly Viper Assassination Squad, abbreviato in D.V.A.S.) è un'organizzazione di assassini professionisti. I suoi membri utilizzano tutti un nome in codice: i killer veri e propri sono designati con una specie di serpente, mentre il leader è indicato come "Incantatore di serpenti".
È composta da:
- Beatrix Kiddo, alias "la Sposa" e "Mamba Nero";
- Bill, alias "Incantatore di serpenti";
- Elle Driver, alias "Serpente montano della California";
- Budd, alias "Crotalo ceraste";
- Vernita Green, alias "Testa di rame";
- O-Ren Ishii, alias "Mocassino acquatico".

### Bill
Bill, interpretato da David Carradine e doppiato in italiano da Adalberto Maria Merli, è l'antagonista principale della serie.
Capo delle D.V.A.S., in gioventù ha ricevuto gli insegnamenti del grande maestro mandarino Pai Mei e dell'armaiolo giapponese Hattori Hanzo, che l'hanno reso un grandissimo esperto nell'uso della katana e nel kung-fu. Divenne un sicario dello spietato boss Matsumoto, guadagnandosi la piena fiducia del capo per le sue capacità di combattimento. Fu Bill ad uccidere il padre di O-Ren Ishii, dietro ordine di Matsumoto. Dopo diverso tempo nel mondo del crimine decise di creare una propria squadra di killer professionisti nella quale arruolò Beatrix Kiddo, che divenne poi la sua fidanzata, Elle Driver, in seguito altra sua amante, Vernita Green, suo fratello Budd e O-Ren Ishii. È inoltre l'inventore di un potentissimo siero della verità noto come "la verità indiscussa", che secondo la descrizione che lui stesso ne fornisce è più potente del sodio pentotal ma privo di effetti collaterali (esclusa una leggera euforia).
In un periodo imprecisato della loro collaborazione Bill e Beatrix divennero amanti, ma quando la ragazza si accorse di essere incinta decise di lasciare il mondo del crimine per proteggere il nascituro e così fece credere di essere stata uccisa durante una missione: in questo modo riuscì a rifarsi una vita ad El Paso finché, dopo qualche mese, Bill la ritrovò. Nonostante inizialmente Bill sembrasse aver accettato la decisione di Beatrix, in realtà il killer non aveva altro scopo se non vendicarsi della stessa per il dolore della sua perdita: fu così che ebbe origine quello che divenne il tristemente noto "massacro alla Cappella di Two Pines" e che vide Bill stesso - seguito dagli altri membri della D.V.A.S. - uccidere tutti i partecipanti alle prove del matrimonio tra Beatrix e il suo nuovo compagno.
Ridotta in coma la sua ex fidanzata con un colpo di pistola alla testa, Bill sciolta la D.V.A.S., si assunse le sue responsabilità come padre allevando la piccola B.B. e iniziando una relazione con Elle. Lasciarono il mondo del crimine Vernita e Budd, quest'ultimo per contrasti col fratello. All'opposto O-Ren divenne la principale boss della Yakuza giapponese. Quando Beatrix si risvegliò dal coma dopo circa quattro anni, Bill fu informato da Sofie Fatale del suo ritorno e della sua vendetta, che la vide eliminare prima O-Ren e i suoi 88 Folli e successivamente Vernita.
Tempo dopo Beatrix scoprì l'ubicazione di Bill e, superato lo shock per aver scoperto che la sua bambina è viva e vegeta, dopo un confronto con Bill lo uccide con la famigerata tecnica dell'esplosione del cuore con cinque colpi delle dita, che Pai Mei si era rifiutato di insegnare persino a lui.

### Elle Driver
Elle Driver, interpretata da Daryl Hannah e doppiata in italiano da Francesca Fiorentini, è l'antagonista secondaria della serie.
Il suo passato non viene esplorato in modo specifico ma stando a quanto rivelato da Quentin Tarantino in passato era un'agente dell'Interpol incaricata di dare la caccia proprio a Bill, dal quale però rimase talmente affascinata che alla fine decise di unirsi alla Squadra Assassina Vipere Mortali; la sceneggiatura originale, inoltre, suggeriva una relazione tra Elle e Budd antecedente la strage di El Paso e terminata assai probabilmente proprio a causa di Bill.
Come Beatrix anche Elle si allenò presso Pai Mei ma si dimostrò un'allieva completamente diversa dalla Sposa: la sua arroganza la portò a chiamare il maestro "miserabile stupido vecchio", offesa di cui l'inflessibile Loto Bianco si vendicò cavandole l'occhio destro. Per vendicarsi a sua volta, Elle avvelenò le sue teste di pesce uccidendolo.
In occasione del massacro alla cappella Elle prese a pugni la Sposa sino a quando quest'ultima non cadde a terra stremata; divenuta la nuova compagna di Bill venne poi mandata da quest'ultimo ad uccidere Beatrix mentre questa era in coma con un'iniezione letale ma un attimo prima di procedere Bill la chiamò per fermarla: Elle si infuriò, deducendo che Bill provava ancora qualcosa per lei, ma alla fine decise di seguire l'ordine.
Quattro anni dopo Budd riesce temporaneamente a fermare la vendetta di Beatrix e, dopo averla seppellita ancora viva, chiama Elle per venderle la spada di Hanzō di proprietà della Sposa per un milione di dollari; nella valigetta in cui mette i soldi, tuttavia, Elle nasconde un velenosissimo mamba nero e non appena Budd la apre il serpente lo morde più volte uccidendolo: la stessa Elle dichiara di averlo voluto uccidere perché non accettava l'idea che una grande guerriera come Beatrix potesse morire per mano di un relitto umano come lui. Non appena apre la porta del camper di Budd, tuttavia, Elle viene attaccata da Beatrix: le due danno luogo a uno scontro furioso e quando Elle rivela di aver ucciso Pai Mei Beatrix, molto affezionata al maestro, le cava l'occhio sinistro. La Sposa abbandona quindi lo scontro ritenendosi soddisfatta mentre Elle viene probabilmente uccisa anch'essa dal mamba nero.

### Budd
Budd, interpretato da Michael Madsen e doppiato in italiano da Francesco Pannofino, è il fratello minore di Bill.
Dopo il massacro della cappella si ritira nella placida e deserta campagna di Barstow, in Texas, portando con sé la spada di Hanzō donatagli dal fratello (al quale tuttavia dice di averla impegnata) e cercando di annegare il ricordo della sua precedente vita nell'alcol; ha prima lavorato in un autolavaggio e poi come buttafuori in uno strip club senza avere più contatti con Bill.
Dopo che Beatrix elimina O-Ren e Vernita, Bill informa il fratello ma Budd gli risponde che la Sposa si merita la sua vendetta e che è lui a tirar fuori il peggio dalle persone; quella stessa notte Beatrix tenta di uccidere Budd ma quest'ultimo, accortosi della sua presenza, le spara del sale grosso nel petto, lasciandola a terra sanguinante, e la seda. Impossessatosi della sua spada, Budd chiama Elle per venderle l'arma in cambio di un milione di dollari e la donna accetta chiedendogli però in cambio una morte atroce per la Sposa; Budd allora approfitta del suo stordimento per condurla in un cimitero abbandonato e seppellirla viva, con l'aiuto del suo amico Ernie, nella tomba di una certa Paula Schulz. Dopo aver consegnato la spada di Hanzō a Elle, Budd apre la valigetta contenente i soldi ma viene attaccato dal velenosissimo mamba nero che la donna aveva nascosto in mezzo alle banconote e, accasciatosi a terra a seguito dell'avvelenamento, muore nel giro di pochi minuti.
Nello scontro tra Beatrix e Elle si scopre che Budd non ha realmente impegnato la spada di Hanzo donatagli dal fratello ma che l'ha conservata: la bugia dimostra ancora una volta come tra i due non scorresse buon sangue.

### Vernita Green
Vernita Green è interpretata da Vivica A. Fox e doppiata in italiano da Patrizia Burul.
In seguito allo scioglimento della squadra si crea una nuova vita cambiando nome in Jeanne, trasferendosi a Pasadena e sposando il dottor Bell, dal quale ha avuto la figlia Nikki.
Dopo circa quattro anni la Sposa si risveglia dal coma e inizia la sua vendetta. Giunta a casa da Vernita, le due incominciano a lottare finché la piccola Nikki non torna a casa da scuola. La madre la manda in camera sua e Beatrix la rassicura sul fatto di non avere intenzione di ucciderla di fronte alla bambina; Vernita allora le propone di affrontarsi quella stessa notte in un campo di baseball lì vicino ma poi, con il pretesto di preparare dei cereali per la figlia, Vernita afferra una pistola e le spara. Il colpo va a vuoto e Beatrix la uccide lanciandole contro un pugnale, senza accorgersi che nel frattempo Nikki le ha raggiunte. La donna dice quindi alla bambina che sua madre si meritava quella fine e che se da grande si vorrà vendicare la aspetterà.

### O-Ren Ishii
O-Ren Ishii (オーレン 石井?, Ōren Ishii), interpretata da Lucy Liu e doppiata in italiano da Giò Giò Rapattoni, è l'antagonista principale del primo film.
Nata in una base militare statunitense a Tokyo da padre giapponese e madre cinese, la piccola fece la sua prima esperienza con la morte a nove anni quando il boss Matsumoto uccise i suoi genitori. Due anni dopo riuscì a vendicarsi, sfruttando il fatto che Matsumoto fosse un pedofilo, e già all'età di vent'anni era considerata una delle migliori killer del mondo. Le sue abilità convinsero Bill a reclutarla nella sua squadra, dato che già al tempo in cui uccise Matsumoto intravide il suo talento.
Nei quattro anni di coma della Sposa, O-Ren divenne uno dei più importanti boss della mala di Tokyo sino a raggiungere la vetta: l'unico contrario alla sua ascesa era il boss Tanaka, che vedeva in lei un'indegna leader per via delle sue origini, ma quando O-Ren in persona lo uccise in una riunione con gli altri boss il suo dominio fu indiscutibile. Dopo essersi risvegliata dal coma, Beatrix si reca in Giappone armata della spada di Hattori Hanzo: dopo aver affrontato le sue guardie personali, gli 88 folli, e i suoi luogotenenti Gogo Yubari e Johnny Mo, la Sposa si trovò a dover affrontare O-Ren stessa, riuscendo infine a tagliarle lo scalpo.

## Gli 88 folli
Gli 88 folli (in originale Crazy 88's) è un gruppo fittizio, inventato da Quentin Tarantino; i membri della gang della yakuza sono stati gli avversari della Sposa nel lungometraggio Kill Bill: Volume 1. Nonostante si chiamino così, gli 88 folli non sono veramente 88. Il gruppo è capeggiato da Johnny Mo. Essi sono interpretati dal gruppo di combattimento di Yuen Wo-Ping, coreografo del film.
Il gruppo si mise a disposizione di O-Ren Ishii, una delle donne più spietate della yakuza giapponese. Bill fece in modo che dopo una sanguinosa guerra tra gang, O-Ren e il suo seguito divenissero i leader della malavita di Tokyo. Sono quasi tutti uomini, ma tra loro si possono vedere tre donne (oltre a Gogo e Sofie Fatale). Buona parte di loro veste in giacca e cravatta, con una mascherina nera. Quasi tutti usano invece una katana, uno usa delle asce che lancia, mentre uno solo combatte utilizzando una catena con un peso all'estremità. Il gruppo rimase in attività sino a quando la furia vendicativa della Sposa non li uccise o ferì tutti, incluso il loro capo Johnny Mo.

### Gogo Yubari
Gogo Yubari è un personaggio fittizio, partorito dalla mente di Quentin Tarantino, vista nel suo Kill Bill: Volume 1. Gogo è interpretata da Chiaki Kuriyama e doppiata in italiano da Cristina Giachero. Tarantino ha ideato il nome prendendo spunto dal titolo dell'anime Superauto Mach 5 (Mach Go! Go! Go!) e dal nome della città giapponese di Yūbari, nell'Hokkaidō, in cui il regista stesso era andato per promuovere il suo film Le iene, nel corso della rassegna Yubari International Fantastic Film Festival.
Gogo è una delle due guardie fidate di O-Ren Ishii. Anche se ha solo 17 anni, quello che le manca in età è compensato dalla sua crudeltà e insanità mentale. Quando la Sposa andò a vendicarsi da O-Ren combatté con Gogo, dopo aver tentato inutilmente di dissuaderla, non volendo uccidere una ragazzina. Con la sua mazza ferrata a catena, Gogo stava per uccidere la Sposa strangolandola, ma questa si liberò, afferrò un pezzo di legno chiodato a una estremità per terra e glielo conficcò nel piede sinistro e poi in una tempia. Gogo morì all'istante lacrimando sangue dagli occhi. A differenza delle altre guardie del corpo di O-Ren, Gogo indossa la divisa scolastica giapponese (una minigonna scozzese, delle scarpette bianche e una giacca nera). Mentre gli altri 88 folli usano katane e maschere nere attorno agli occhi, Gogo combatte usando un manrikigusari o kusari-fundo.

### Sofie Fatale
Sofie Fatale è un personaggio fittizio, inventato da Quentin Tarantino, vista nel suo lungometraggio Kill Bill: Volume 1. Sofie è interpretata da Julie Dreyfus e doppiata in italiano da Gaia Bastreghi. Nonostante Sofie non faccia parte della Deadly Viper Assassination Squad, la donna ha comunque partecipato al massacro nella cappella di Two Pines. Infatti, in qualità di vecchia fiamma di Bill, la donna si era recata sul luogo per dare un saluto alla Sposa. La donna di origini metà francesi e metà giapponesi e che parla più lingue (francese, inglese e giapponese) si trovò presto a suo agio negli ambienti della yakuza, gestita dalla migliore amica O-Ren Ishii e i suoi temibili 88 folli. In più, la donna divenne luogotenente e avvocato di O-Ren.
Aggirandosi per Tokyo alla disperata ricerca di O-Ren, la Sposa la trovò proprio perché incominciò a seguire Sofie. La donna è infatti inconfondibile da parte della Sposa per il motivetto della sua suoneria del cellulare. La Sposa raggiunse in breve la Casa delle Foglie Blu, dove doveva avere inizio la sua resa dei conti: fu proprio con Sofie che la Sposa incominciò il suo cammino di vendetta, tagliandole un braccio. Dopo il furioso duello con O-Ren, la Sposa fuggì utilizzando l'auto di Sofie e chiudendo quest'ultima nel bagagliaio. Quando le due giunsero a una buona distanza dal luogo del massacro, la Sposa ordinò a Sofie di rispondere alle sue domande: per ogni domanda a cui non rispondeva, le veniva amputato un arto. Inoltre, la Sposa ordinò alla donna di dire a Bill tutto ciò che c'era da sapere sulla Sposa, su quante persone aveva ucciso, come si muoveva e il fatto che con sé aveva una spada di Hanzō.

### Johnny Mo
Johnny Mo è un personaggio fittizio, parto della mente di Quentin Tarantino, visto nel suo Kill Bill: Volume 1. Johnny è interpretato da Chia Hui Liu. Johnny Mo si fece assumere da O-Ren Ishii tra gli 88 folli. In breve divenne il loro leader. Durante la vendetta della Sposa, Johnny Mo combatté valorosamente contro questa, ma la donna gli tagliò le gambe e l'uomo morì affogato e dissanguato precipitando nella piccola piscina sotto la ringhiera dove combattevano. Come tutti gli altri 88 folli, Johnny Mo indossa una mascherina nera e viaggia su una motocicletta rigorosamente nera, come la giacca e i pantaloni. A differenza di loro, però utilizza in combattimento due spade piccole e corte, che lo rendono però molto più agile.

## Altri personaggi

### B.B.
B.B è la figlia di Beatrix e Bill, ha quattro anni. La bambina sopravvisse all'attacco che la madre subì quando era ancora incinta e lo stesso Bill, dopo aver fatto cadere Beatrix in coma, se ne prese cura; sua madre la incontrerà alla fine del secondo film, e dopo la morte di Bill le due vivranno insieme. È una bambina dal carattere dolce, sensibile, gentile, adorabile, coraggiosa e altruista. È interpretata da Perla Haney-Jardine.

### Nikki Bell
Nikki Bell è figlia di Vernita Green e del dottor Bell. Ha assistito all'omicidio della madre per mano della Sposa a soli quattro anni e la stessa sposa le ha detto che se quando fosse diventata grande la cosa le avesse bruciato ancora e avesse voluto vendicarsi lei l'avrebbe aspettata. È interpretata da Ambrosia Kelley.

### Buck
Buck è un infermiere dell'ospedale dove la Sposa rimase in stato comatoso per quattro anni, interpretato da Michael Bowen. Quando lei si sveglia si rende conto che lui ha abusato del suo corpo durante il coma e l'ha "venduta" anche ad altre persone. È il primo omicidio della vendetta della sposa in ordine cronologico, anche se appare dopo quello di Vernita Green.

### Earl McGraw
Earl McGraw è un personaggio fittizio, partorito dalla mente di Quentin Tarantino e Robert Kurtzman, apparso in vari lungometraggi del regista, interpretato da Michael Parks. È lo sceriffo incaricato di accorrere alla cappella di El Paso, in Texas dove è avvenuto il massacro della Sposa a opera della Deadly Viper Assassination Squad. McGraw ha anche un figlio, Edgar, anch'egli nel corpo di polizia texano. In Kill Bill (vol. 1), McGraw è l'uomo che scopre che la sposa è ancora viva, ma in coma.

### Pai Mei
In Kill Bill: Volume 2, Pai Mei è interpretato da Chia Hui Liu. Si tratta del maestro d'arti marziali che allenò Bill, Beatrix e in seguito Elle Driver, alla quale cavò un occhio poiché quest'ultima osò chiamarlo "miserabile stupido vecchio"; per vendicarsi, Elle lo uccise avvelenando il suo cibo.

### Hattori Hanzō
Interpretato da Sonny Chiba, è un famoso mastro spadaio che creò in passato una spada per Bill e si disperò per l'accaduto ritirandosi dall'attività, aprendo un tranquillo ristorante di sushi. Beatrix giunse fino all'isola di Okinawa per chiedergli di creare un'altra lama di eguale fattura; egli inizialmente era riluttante all'idea, ma quando seppe contro chi sarebbe stata utilizzata accettò l'incarico.

### Esteban Vihaio
Interpretato da Michael Parks, è un protettore spagnolo di ottant'anni ormai in pensione. Poiché Bill non conobbe mai il suo vero padre, collezionò figure paterne e il primo fu proprio il pappone Esteban Vihaio. Esteban era un grande amico della madre di Bill e si occupò di lui fin da piccolo. Gestisce un bordello ad Acuña, in Messico, da più di cinquant'anni. Il gruppo che protegge il suo bordello sono gli "Acuña Boy": i figli senza padre nati dalle sue prostitute. Quando la Sposa si reca ad Acuña per avere informazioni su Bill, Esteban rimane affascinato dalla sua bellezza, ammettendo che se avesse incontrato Beatrix quando era ancora giovane e in affari sarebbe stata la sua prima donna. Esteban racconta che quando Bill aveva appena cinque anni lo portò al cinema per vedere un film con Lana Turner, e che ogni volta che Bill la vedeva sullo schermo, si succhiava il pollice in modo frenetico: Esteban capì in quel momento che Bill andava matto per le bionde. Non apprezza quello che Bill ha fatto a Beatrix, ammettendo che lui sarebbe stato più "gentile", limitandosi a sfregiarle il viso. Riferisce a Beatrix dove vive Bill, perché è ciò che quest'ultimo avrebbe voluto.